# Idaea speudodegenaria
Idaea speudodegenaria là một loài bướm đêm trong họ Geometridae.